# Colin Baker
Colin Walter Baker (Cardiff, 18 de dezembro de 1934 – 11 de abril de 2021) foi um futebolista galês que atuou como meia.

## Carreira
Baker jogou no Cardiff City de 1953 a 1966, atuando em 328 partidas. Com o clube, conquistou quatro vezes a Welsh Cup, além de garantir o acesso à primeira divisão em 1960. Fez parte do elenco da Seleção Galesa de Futebol na Copa do Mundo de 1958.

## Morte
Baker morreu em 11 de abril de 2021, aos 86 anos de idade, devido à demência.